# Gammarotettix genitalis
Gammarotettix genitalis är en insektsart som beskrevs av Andrew Nelson Caudell 1916. Gammarotettix genitalis ingår i släktet Gammarotettix och familjen grottvårtbitare. Inga underarter finns listade i Catalogue of Life.